# Secreto inconfesable
Secreto inconfesable (título original: Balancing the Books) es una película estadounidense de drama y suspenso de 2009, dirigida por Meir Sharony, escrita por Kathy Cotter, musicalizada por Ben Sharony, en la fotografía estuvo James Mathers y los protagonistas son Dina Meyer, Vincent Spano y Lela Rochon, entre otros. El filme fue producido por Magnafilm y se estrenó el 3 de enero de 2009.

## Sinopsis
Una mujer separada y con una gran carrera profesional, tiene una muy mala experiencia con el hombre con el que empezaba a salir. Luego de pedirle explicaciones, se dispone a hacer un ajuste de cuentas con la cooperación de sus amigas.